# Сергєєв Ростислав Олександрович
Ростислав Олександрович Сергєєв (22 серпня 1926, Бобруйськ — 17 вересня 2018, Москва) — радянський дипломат, Надзвичайний і Повноважний Посол.

## Біографія
Народився 22 серпня 1926 року в місті Бобруйську (нині Могильовська область, Білорусь) у сім'ї командира Червоної армії та учительки. У 1928 році, коли батько став
слухачем артилерійської академії, сім'я переїхала до Ленінграда, а з 1932 року, після закінчення батьком академії, переїжджала до багатьох місць служби батька, зокрема до Голутвина, Тули, Анапи, на військові полігони, а напередодні німецько-радянської війни мешкала в Москві.
З початком війни, наприкінці липня 1941 року, разом із матір'ю був евакуйований спочатку до Ульяновська, потім до Молотова. У травні 1942 року разом із матір'ю повернувся з евакуації і продовжив навчання в 175-й московській школі. Після завершення навчання наприкінці 1943 року прийнятий на факультет міжнародних відносин Московського державного університету, відкритий того ж року, а наступного перетворений на Московський державний інститут міжнародних відносин. У студентські роки був комсомольським агітатором і лектором з міжнародного становища інститутського комітету ВЛКСМ, на 3—5-му курсах обирався в бюро комсомолу курсу (був заступником секретаря бюро).
У 1948 році з відзнакою закінчив інститут і був направлений на роботу в Міністерство закордонних справ СРСР у ІІІ Європейський відділ (референтура з німецьких справ) як старший референт. Восени 1948 року на три місяці був відряджений у складі радянської делегації на демаркацію кордону між СРСР і Угорщиною (секретар радянської частини підкомісії на ділянці в 100 км). Після повернення з відрядження
продовжив роботу в німецькій референції ІІІ Європейського відділу. Член ВКП(б) з 1949 року.
З квітня 1949 року по 1952 рік — референт-перекладач, аташе місії СРСР у Швейцарії; у 1952—1955 роках — співробітник центрального апарату Міністерства закордонних справ СРСР; у 1955—1957 роках — слухач Вищої дипломатичної школи Міністерства закордонних справ СРСР; у 1957—1962 роках — співробітник посольства СРСР у Федеративній Республіці Німеччині; у 1962—1975 роках — радник міністра, керівник Групи радників міністра закордонних справ СРСР; у 1975—1980 роках — керівник управління планування зовнішньополітичних заходів Міністерства закордонних справ СРСР.
З 21 травня 1980 року по березень 1990 року — Надзвичайний і Повноважний Посол у Мексиці. Після повернення вийшов у відставку. У 1991 році став головним радником створеної того року Зовнішньополітичної асоціації і головою Ради її екологічної асоціації. Того ж року обраний президентом Асоціації випускників Московського державного інституту міжнародних відносин і цю посаду обіймав до 2004 року.
Помер в Москві 17 вересня 2018 року.

## Книги
Автор книг:
- «В сотрясаемой Мексике: посольские будни» (2002, видавництво «РОССПЭН»)[2];
- «В МИД СССР. На Кузнецком мосту и Смоленской площади» (2007)[2].

## Відзнаки
- Нагороджений орденами Жовтневої Революції, Трудового Червоного Прапора, Дружби народів, «Знак Пошани»[4], медаллю «За трудову доблесть»[2].
- Почесний працівник Міністерства закордонних справ Російської Федерації[2]